# Saiga (gênero)
Saiga é um gênero de mamífero que compreende apenas a espécie euroasiática Saiga tatarica, conhecida popularmente como saiga. Trata-se de um gênero da família dos bovídeos, da subfamília Antilopinae e da tribo Antilopini.